# Selliguea setacea
Selliguea setacea är en stensöteväxtart som först beskrevs av Edwin Bingham Copeland och som fick sitt nu gällande namn av Peter Hans Hovenkamp.
Selliguea setacea ingår i släktet Selliguea och familjen Polypodiaceae. Inga underarter finns listade i Catalogue of Life.